# Sauro Succi
Sauro Succi  (* 15. Januar 1954 in Forlì) ist ein italienischer Physiker.
Succi studierte Kerntechnik an der Universität Bologna (Abschluss 1979), war 1981/82 Euratom Fellow am Max-Planck-Institut für Plasmaphysik in Garching bei München und wurde 1987 in Plasmaphysik an der EPFL in Lausanne promoviert. Von 1986 bis 1995 war er am IBM European Center for Scientific and Engineering Computing in Rom. Danach war er Forschungsdirektor am Istituto per le Applicazioni del Calcolo Mauro Picone des CNR im Rom. Dort leitete er die Gruppe für Computer-Modellierung komplexer Systeme in Hydrodynamik und Biologie. Seit 2018 ist er leitender Wissenschaftler am Zentrum für Nanowissenschaften des Lebens an der Universität La Sapienza in Rom.
Er war Gastprofessor an der Harvard University, war Gastwissenschaftler an der Scuola Normale Superiore in Pisa, der Universität Paris, der ETH Zürich, am University College London, am Freiburg Institute for Advanced Studies, an der Yale University und der University of Chicago.
Er befasste sich mit Computerphysik-Verfahren in Hydrodynamik, Plasmaphysik (zum Beispiel Fusionsplasmen), Statistischer Physik des Nichtgleichgewichts, Flüsse in porösen Medien, Mikro- und Nanofluidik, Flüssen in weicher Materie, aber auch quantenmechanische Flüsse (Bose-Einstein-Kondensate, Quark-Gluon-Plasma, Fluss relativistischer Elektronen in Graphen) und relativistische Flüsse in der Astrophysik. Er ist einer der Begründer der Lattice-Boltzmann-Methode.
2017 erhielt er den Aneesur-Rahman-Preis in Computerphysik für umwälzende Beiträge zur Entwicklung und Anwendung der Lattice Boltzmann Methode (Laudatio). Er ist Fellow der American Physical Society und Mitglied der Academia Europaea (2015).
2017 erhielt er einen ERC Advanced Grant für das Projekt Computational design of porous mesoscale materials und 2024 einen ERC-Proof-of-Concept grant für das Projekt Lattice Boltzmann For Advanced SimulaTions.

## Schriften
- Sailing the Ocean of Complexity: lessons from the physics-biology frontier. Oxford University Press, 2022, ISBN 978-0-19-289789-3.
- The Lattice Boltzmann Equation for complex States of Flowing Matter. Oxford University Press, 2018, ISBN 978-0-19-959235-7.
- An introduction to computational physics. Scuola Normale Superiore di Pisa, 2002 (2 Bände).
- The lattice Boltzmann Equation for fluid dynamics and beyond. Clarendon Press, 2001, ISBN 978-0-19-850398-9.
- An introduction to parallel computational fluid dynamics. Nova Science, 1995.
- Automi Cellulari. Una nuova frontiera del calcolo scientifico. Franco Angeli, Mailand 1991, ISBN 978-88-204-6751-7 (italienisch).
- mit R. Benzi, M. Vergassola: The lattice Boltzmann equation: theory and applications. In: Physics Reports. Band 222, 1992, S. 145–197, doi:10.1016/0370-1573(92)90090-M.
- mit R. Benzi, S. Ciliberto, R. Tripiccione, C. Baudet, F. Massaioli: Extended self-similarity in turbulent flows. In: Physical Review E. Band 48, 1993, S. R29, doi:10.1103/PhysRevE.48.R29.
- mit F. J. Higuera, R. Benzi: Lattice gas dynamics with enhanced collisions. In: Europhysics Letters. Band 9, 1989, S. 345, doi:10.1209/0295-5075/9/4/008.
- mit F. Troyon, R. Gruber, H. Saurenmann, S. Semenzato: MHD-limits to plasma confinement. In: Plasma Physics and Controlled Fusion. Band 26, 1984, S. 209, doi:10.1088/0741-3335/26/1A/319.
- mit H. Chen, S. Kandasamy, S. Orszag, R. Shock, V. Yakhot: Extended Boltzmann kinetic equation for turbulent flows. In: Science. Band 301, 2003, S. 633–636, JSTOR:3834884.